# Großer Wasserfall von Akiu
Der Große Wasserfall von Akiu (japanisch 秋保大滝 Akiu-Ōtaki) liegt am Fluss Natori im Bezirk Taihaku der Stadt Sendai in der japanischen Präfektur Miyagi. Er hat eine Fallhöhe von 55 Metern. Ein Bach mündet von Nordwesten aus kommend in das Wasserfallbecken. Der Natori fließt nach Osten weiter bis in den Pazifik.
In der Nähe des Wasserfalls befindet sich auf der Südseite des Flusses der Botanische Garten Akiu-Ōtaki mit etwa 200 Pflanzenarten und 15.000 Bäumen sowie mit Akiu-Ōtaki-Fudoson bzw. Saikō-ji ein buddhistischer Tempel der Shingon-Schule.
Der Wasserfall steht auf der Liste der Top-100-Wasserfälle Japans und ist als Landschaftlich Schöner Ort ausgewiesen.